# Římskokatolická farnost Břeclav
Římskokatolická farnost Břeclav je jedno z územních společenství římských katolíků v obci Břeclav s farním kostelem sv. Václava.

## Území farnosti

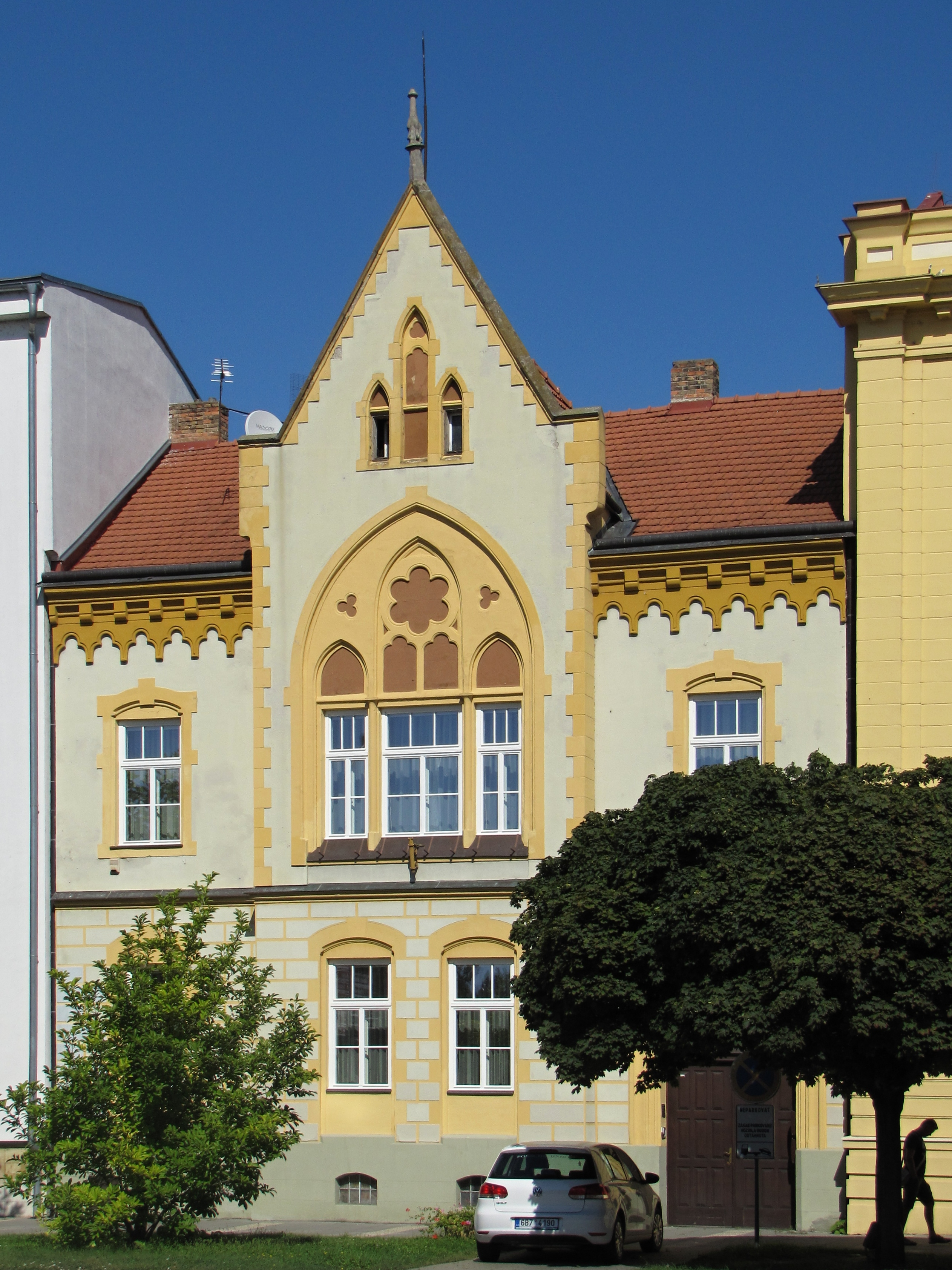
Fara

- Břeclav
- Stará Břeclav

## Historie farnosti
Již ve dvanáctém století stál v Břeclavi románský kostel posléze přestavěný do gotického slohu, který později vyhořel. V polovině osmnáctého století byl vybudován nový barokní kostel. Ten byl na konci 2. světové války zasažen bombou spojeneckých armád a zničen. Na jeho místě byl v letech 1992 až 1995 postaven současný farní kostel sv. Václava.

## Duchovní správci
Farářem byl v letech 1976-1978 František Bublan a od 1. srpna 1979 P. Josef Ondráček. Ten byl k 1. srpnu 2017 ustanoven výpomocným duchovním ve farnosti, kterým byl až do své smrti 18. 11. 2020, a novým farářem byl jmenován ThLic. Josef Chyba. K 2. 8. 2020 přešel do římskokatolické farnosti Velké Bílovice, ale děkanem zůstal. Vystřídal se tak s P. Pavel Römerem, který se k 9. 8. 2020 stal farářem farnosti Břeclav a nadále zůstal administrátorem in materialibus římskokatolické farnosti Lanžhot.

## Bohoslužby
| Kostel      |  | Místo   | Bohoslužba (den)                             | Hodina            | Poznámka     |
| ----------- |  | ------- | -------------------------------------------- | ----------------- | ------------ |
| sv. Václava |  | Břeclav | neděle středa pátek sobota (s nedělní plat.) | 10.30 18.00 18.30 | farní kostel |

## Aktivity farnosti
Dnem vzájemných modliteb farností za bohoslovce a bohoslovců za farnosti brněnské diecéze je 18. březen. Adorační den připadá na 4. července.
Ve farnosti se pravidelně koná farní ples i maškarní karneval pro děti.
Na území farnosti se každoročně koná tříkrálová sbírka. V roce 2016 se v ní vybralo 182 288 korun. O rok později činil výtěžek sbírky 173 879 korun. V roce 2018 se při sbírce vybralo 204 796 korun.